# Volks- und Kulturbodenforschung
Die Volks- und  Kulturbodenforschung beschäftigte sich vor allem in der Zwischenkriegszeit mit ethnozentrischen und geopolitischen Fragen und volkstumspolitischen Gesichtspunkten in einem als deutsch angesehenen Sprach- und Kulturraum in Mittel- und Südosteuropa. Sie diente vor allem der Umsetzung deutscher Macht- und Kulturpolitik. Institutionalisiert wurde sie in der Weimarer Republik mit der Stiftung für deutsche Volks- und Kulturbodenforschung in Leipzig.

## Wissenschaftliche Vertreter
Bereits im Kaiserreich wurden die Paradigmen der Kulturbodenforschung von den Herausgebern der Zeitschrift „Deutsche Erde“ vertreten, die gemeinsam vom Alldeutschen Verband und dem Deutschbund herausgegeben wurde. Dazu gehörten Karl Lamprecht, Friedrich Ratzel, Gustaf Kossinna, Albrecht Penck, Paul Langhans und Dietrich Schäfer.
Nach dem Ersten Weltkrieg wurde in der „Volks- und Kulturbodenforschung“ als „kämpfende Wissenschaft“ gegen den Versailler Vertrag zur Begründung revisionistischer Gebietsansprüche agitiert. Geopolitische Vorstellungen wurden mit Lebensraum-Konzepten verbunden. Für die Forderung nach einer „kämpferischen Wissenschaft“ traten sowohl zahlreiche Historiker ein, wie Werner Conze, Hans Rothfels, Theodor Schieder oder Hermann Aubin, als auch Agrarwissenschaftler wie Theodor Oberländer.
1926 wurde die „Stiftung für deutsche Volks- und Kulturbodenforschung“ in Leipzig und 1925 die „Deutsche Akademie“ in München als zentrale Institutionen gegründet. In beiden Einrichtungen arbeiteten Volkstumsforscher und Volkstumspolitiker eng zusammen. Sie waren bestimmend für den ethnozentrischen Diskurs der Volkstumsforschung und -politik in Deutschland. Zu den Ostforschern dieser Einrichtungen gehörte dabei vor allem der auch als Wahlforscher und Ethnologe tätige Historiker Albert Brackmann, der die masurischen Minderheiten und ihre germanophilen Abstimmungsverhalten analysierte.
Manfred Laubert, Wilhelm Volz, Karl Christian von Loesch und Hans Steinacher waren in Schlesien aktiv. Sie propagierten dort das deutsche Volkstum ebenso wie Albrecht Penck, für die deutschen „Volksgruppen“ im westlichen Polen und Max Hildebert Boehm im Baltikum. Theodor Schieder forderte 1939 die Deportation von Juden aus Polen und den Aufbau einer „gesunden Volksordnung“ in Osteuropa.
Der Ordinarius für Kulturgeographie Hugo Hassinger betrieb neben anderen Volks- und Kulturbodenforschung zu Südosteuropa in Wien. Diese intensivierte ab der nationalsozialistischen Zeit ihre Verbindung zur Politik und er leistete mit seinen Forschungen einen Beitrag zur Lebensraum- und Expansionspolitik der Nationalsozialisten. Der österreichische Historiker Hans Hirsch leitete ab 1934 die Südostdeutsche Forschungsgemeinschaft Wien, an deren Gründung er 1931 beteiligt war.

## Institutionsentwicklung
Die Stiftung für deutsche Volks- und Kulturbodenforschung in Leipzig ging 1931 in die Volksdeutschen Forschungsgemeinschaften (VFG) über. Eine der Hauptaufgaben zu Friedenszeiten war es für landeskundliche Studien und den kulturellen Austausch ethnografische Dokumentationen, Kartenmaterial, Foto- und Filmmaterial, Statistiken und geografische Entwicklungsdaten zu sammeln, zu erforschen und an interessierte Institutionen weiterzuleiten. Doch ab 1935 waren die VFG maßgeblich an der Rückgliederung des Saarlandes und den Vorbereitungen für das Münchener Abkommen beteiligt. Mit der Annexion von Österreich 1938 erhielt die bisherige Arbeit einen anderen Stellenwert und diente nunmehr zur gezielten Informationsbeschaffung für Propagandazwecke, der Vorbereitung von Annexionen und Okkupationen. Mit der Ernennung Heinrich Himmlers  kurz nach Beginn des Zweiten Weltkrieges zum „Reichskommissar für die Festigung des Deutschen Volkstums“ am 7. Oktober 1939 war der für den Missbrauch der Volkstumsforschung zur nationalsozialistischen Eroberungs- und Rassepolitik erforderliche Rahmen geschaffen. Nicht unerheblich war die spätere Beteiligung der VFG am Raub von Archiven, Bibliotheken, Kunstgegenständen und der nationalsozialistischen Rassentheorie dienende bevölkerungspolitische Bestandsaufnahme in den einzelnen Regionen. Ab 1942 erfolgte die Eingliederung in und gezielte Instrumentalisierung der Volksdeutschen Forschungsgemeinschaften durch das Reichssicherheitshauptamt. Die Hauptverantwortung dafür trug SS-Hauptsturmführer Wilfried Krallert vom Amt VI G (Wissenschaftlich-methodischer Forschungsdienst).

## Unterorganisationen
- Alpenländische Forschungsgemeinschaft (AFG)
- Nord- und Ostdeutsche Forschungsgemeinschaft (NOFG)
- Südostdeutsche Forschungsgemeinschaft (SODFG)
- Überseeische Forschungsgemeinschaft (ÜFG)
- Westdeutsche Forschungsgemeinschaft (WFG)

## Ziele
Unter dem Schlagwort „Volk und Raum“ lässt sich der ethnozentrische und geopolitische Diskurs der „deutschen Volks- und Kulturbodenforschung“ beschreiben. Konstruiert werden sollten ethnische  Grenzen, um die nationalen Grenzziehungen nach dem verlorenen Ersten Weltkrieg angreifbar zu machen.
Die ethnozentrische Geopolitik der Kulturbodenforschung richtete sich dabei nach utopischen Vorstellungen eines Großdeutschen Reiches, wie sie vor allem von Arthur Moeller van den Bruck und Max Hildebert Boehm entwickelt wurden.  Mythische Vorlage für ein deutsches Großreich wurde dabei Karl der Große.
Für den identitätsstiftenden Raum- und Volksbegriff wurden folgende Konstrukte gebildet. Das Konstrukt des sich über Jahrhunderte beharrenden und expandierenden „Volks“ bzw. des „Stamms“. Das Konstrukt eines natürlich erscheinenden „Volkes“ als Gegenbegriff zur Nation der französischen Aufklärung und ein in Blut und Rasse homogener Volks- oder Sprachraum.

## Projekte
Zentrale Projekte der Volks- und  Kulturbodenforschung waren das „Handwörterbuch des Grenz- und Auslandsdeutschtums“ (zur Erforschung der „deutschen Volksgruppen“ waren bei diesem Projekt 1933 ca. 700 Wissenschaftler tätig) und der „Atlas der deutschen Volkskunde“. Über die Volksdeutschen Forschungsgemeinschaften hatten beide Projekte Bedeutung für die Arbeit  der SS. Die Volksdeutschen Forschungsgemeinschaften (VFG) wurden im Nationalsozialismus zu einer kulturpolitischen Denkfabrik, in der bis zu 1000  Wissenschaftler arbeiteten. Neben Memoranden und Denkschriften wurden vor allem Statistiken gefertigt. Ein neues Betätigungsfeld wurden beratende und mitwirkende Tätigkeiten bei den bevölkerungspolitischen Maßnahmen der  Besatzungsverwaltungen. Qualitativ neu waren im Nationalsozialismus die Forschungen zur „Gefährdung“ des Deutschtums in Ost- und Südosteuropa als nationale Minderheiten.

## Nach 1945
Nach 1945 konnte die einschlägige Wissenschaft sich in Forschungsnetzwerken wie dem Johann Gottfried Herder-Forschungsrat und dem Herder-Institut neu organisieren. Der Verband der Historiker und Historikerinnen Deutschlands wählte Aubin 1953 zu seinem Präsidenten. Hans Joachim Beyer, Heydrichs enger Mitarbeiter, bildete in Flensburg im Auftrag der Landesregierung staatliche Lehrkräfte an Schulen aus und schrieb weiter unermüdlich zu „Volkstumsfragen“, zeitweise unter Pseudonym. Begrifflichkeiten und Methoden dieser Protagonisten hatten bis in die 1990er Jahre Einfluss in der Volkskunde, Ethnologie, Geschichtswissenschaft und Soziologie. Ein Großteil dieser Wissenschaftler bewegte sich im Vertriebenen-Milieu und orientierte sich dort politisch und ideologisch.

## Werke
Beispiele:
- Deutsche Hefte für Volks- und Kulturbodenforschung, hrsg. im Auftrag der Stiftung für Deutsche Volks- und Kulturbodenforschung, Leipzig
- Adolf Rieth: Die geographische Verbreitung des Deutschtums in Rumpf-Ungarn in Vergangenheit und Gegenwart, hrsg. in Verbindung und mit Unterstützung der Stiftung für deutsche Volks- und Kulturbodenforschung. Ausland und Heimat Verlags-AG 1927, Leipzig, Stuttgart 1927 (Schriften Deutsches Auslandsinstitut)
- Max Hildebert Boehm: Das eigenständige Volk. Volkstheoretische Grundlagen der Ethnopolitik und Geisteswissenschaften, Göttingen 1932
- Albrecht Penck: Deutscher Volks- und Kulturboden, in: Karl Christian von Loesch (Hrsg.): Volk unter Völkern. Bd. 1, Breslau 1925, S. 62–73[5]
- Wilhelm Volz (Hrsg.): Der westdeutsche Volksboden. Aufsätze zu den Fragen des Westens. Breslau 1925